# Zahrádky (okres Jindřichův Hradec)
Zahrádky (německy Sachradka) jsou obec v okrese Jindřichův Hradec v Jihočeském kraji. Rozkládají po obou stranách historické česko-moravské zemské hranice. Žije zde 252 obyvatel.

## Historie
První písemná zmínka o obci pochází z roku 1353 (Stybor et Bozco fratres de Zahradca et in Dworzecz). Do roku 1958  byla součástí katastrálního území Zahrádky také severní část samoty Nový Svět se 17 hektary půdy, která byla k 1. lednu 1959 od obce oddělena a připojena ke katastrálnímu území tehdejší obce Domašínu. Od roku 1960 je součástí okresu Jindřichův Hradec.
V roce 1990 se opět osamostatnila. Od roku 2003 spadá pod pověřený Městský úřad v Jindřichově Hradci v Jihočeském kraji.

### Významní rodáci
- Karel Kolman

## Památky
Na kraji vsi je evangelický kostel, kazatelská stanice sboru ve Strmilově, za kostelem je malý hřbitov. Poblíž středu obce je kaple.

## Části obce
Obec Zahrádky se skládá ze dvou částí na dvou stejnojmenných katastrálních územích.
- Zahrádky (téměř celý katastr leží v Čechách, ale parcela 839 a části parcel 2076, 2016, 2183 a 2228 původně náležely k sousednímu k.ú. Horní Dvorce a tak toto katastrální území zasahuje i na Moravu. Původně náležela k Moravě i malá část parcely č. 2064, ale později, pravděpodobně ještě v dobách Habsburské monarchie, došlo k úpravě zemské hranice (viz mapa [6] a [7])
- Horní Dvorce (téměř celý katastr leží na Moravě, několik parcel patří do Čech)